# Kanton Ydes
 Ydes is een kanton van het Franse departement Cantal. Het kanton maakt deel uit van het arrondissement Mauriac. Het telt 9.145 inwoners in 2018.

Het kanton Ydes werd gevormd ingevolge het decreet van 13 februari 2014 met uitwerking op 22 maart 2015. 

## Gemeenten
Het kanton omvat volgende 19 gemeenten :
- Antignac
- Arches
- Bassignac
- Beaulieu
- Champagnac
- Champs-sur-Tarentaine-Marchal
- Jaleyrac
- Lanobre
- Madic
- La Monselie
- Le Monteil
- Saignes
- Saint-Pierre
- Sauvat
- Sourniac
- Trémouille
- Vebret
- Veyrières
- Ydes